# 边前卫

2-3-5陣式：邊衛（黃）位於中衛的側面。

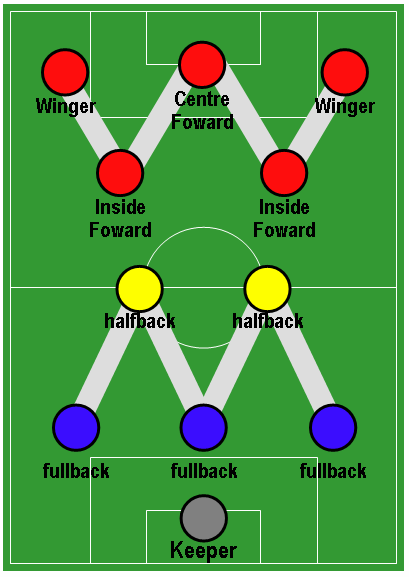
WM陣式：邊衛（黃）的位置更保守，以支援內鋒。

在足球裡，邊前衛在19世紀末至20世紀初十分流行。邊前衛佔據著防守中場的側翼，組成中後線，被稱為左前衛或右前衛。
在早期，2-3-5陣式當中的邊前衛分別拱衛中前衛的兩側。在1925年越位規則變更後，許多領隊都把中前衛撤到防線上，讓兩名邊前衛留在中場支援攻擊性較強的內鋒，這個陣式被稱為「WM」。
隨著四後衛、4-4-2陣式及4-3-3陣式的出現，邊前衛逐漸被棄用，他們被推上中場線上成為中場球員。

## 註腳
1. ↑  Wade 1996，第5頁